# Argentine-États-Unis en rugby à XV
Cet article retrace les confrontations entre l'Équipe d'Argentine de rugby à XV et l'Équipe des États-Unis de rugby à XV. Les deux équipes se sont affrontées à dix reprises. Les Argentins ont remporté toutes les rencontres.

## Les confrontations
Voici les confrontations entre ces deux équipes :
| No | Date              | Lieu                                            | Match                  | Score   | Compétition                        |
| -- | ----------------- | ----------------------------------------------- | ---------------------- | ------- | ---------------------------------- |
| 1  | 8 novembre 1989   | Velez Sarsfield, Buenos Aires, Argentine        | Argentine – États-Unis | 23 – 6  | Qualifications Coupe du monde 1991 |
| 2  | 7 avril 1990      | Santa Barbara, États-Unis                       | États-Unis – Argentine | 6 – 13  | Qualifications Coupe du monde 1991 |
| 3  | 28 mai 1994       | George Allen Field, Long Beach, États-Unis      | États-Unis – Argentine | 22 – 28 | Qualifications Coupe du monde 1995 |
| 4  | 20 juin 1994      | Ferrocaril Oeste, Buenos Aires, Argentine       | Argentine – États-Unis | 16 – 11 | Qualifications Coupe du monde 1995 |
| 5  | 14 septembre 1996 | Twin Elms Park, Nepean, Canada                  | Argentine – États-Unis | 29 – 26 | Championnat pan-américain          |
| 6  | 15 août 1998      | Cricket and Rugby Club, Buenos Aires, Argentine | Argentine – États-Unis | 52 – 24 | Qualifications Coupe du monde 1999 |
| 7  | 14 septembre 2001 | Mohawk Sports Park, Hamilton, Canada            | Argentine – États-Unis | 44 – 16 | Championnat pan-américain          |
| 8  | 23 août 2003      | Cricket and Rugby Club, Buenos Aires, Argentine | Argentine – États-Unis | 42 – 8  | Championnat pan-américain          |
| 9  | 19 juin 2005      | Stade du Commonwealth, Edmonton, Canada         | États-Unis – Argentine | 30 – 34 | Test match                         |
| 10 | 9 octobre 2019    | Kumagaya Rugby Stadium, Kumagaya, Japon         | Argentine – États-Unis | 47 – 17 | Coupe du monde (poule C)           |